# Ignácie
Ignácie či Ignácia je ženské jméno latinského původu, odvozené od jména Ignác. Vykládá se nejčastěji jako „zapálená“ či „ohnivá“. Jmeniny slaví 31. července společně s Ignácem, případně 6. července, kdy má svátek sv. Nazaria Ignacia. V Česku jde o jméno vyloženě raritní, k 31. 12. 2012 bylo zastoupeno jen jednou obyvatelkou, která nesla jméno Ignácia.

## Známé nositelky jména
- sv. Nazaria Ignacia March Mesa - španělská řeholnice
- ct. Ignacia del Espíritu Santo - filipínská řeholnice
- Ignacja Piątkowska - polská spisovatelka

## Podoby
Další variantou je Ignáta zdomácnělé podoby tohoto jména mohou být:
- IGNA
- IGNUŠKA
- NÁCKA I NACKA

V jiných jazycích může být v této podobě:
- slov.,maď. IGNÁCIA
- lat.,angl.,něm.IGNATIA
- pol. IGNACJA